# Sähkönsinistä Sinfoniaa
Sähkönsinistä Sinfoniaa je debutové album finské heavy metalové skupiny Kilpi. Albu předcházel singl Nerokasta Ikävää, který dostal kapelu do finských rádií.

## Skladby
| Pořadí | Název                    | Délka |
| ------ | ------------------------ | ----- |
| 1.     | Tervetuloa (intro)       | 0:48  |
| 2.     | Samaan aikaan toisaalla  | 4:44  |
| 3.     | Antakaa aikaa            | 3:44  |
| 4.     | Nerokasta ikävää         | 3:59  |
| 5.     | Pahalle et käännä selkää | 4:27  |
| 6.     | Savuna ilmaan            | 4:15  |
| 7.     | Kaksihaarainen kieli     | 4:25  |
| 8.     | Villin vaaran kosto      | 4:27  |
| 9.     | Piikkinä lihassa         | 4:58  |
| 10.    | Tähtien lapset           | 4:55  |
| 11.    | Helvetissä tavataan      | 3:44  |